# Herpsilochmus praedictus
El tiluchí de Purús (Herpsilochmus praedictus) es una especie de ave paseriforme de la familia Thamnophilidae perteneciente al numeroso género Herpsilochmus. Recientemente descrito para la ciencia, en el año 2013, es endémico del suroeste de la Amazonia en Brasil.

## Distribución y hábitat
Su zona se restringe al estado de Amazonas en Brasil, limitada abruptamente al este por el río Madeira y al norte por el río Solimões; los límites al sur y oeste son desconocidos. 

La especie fue observada en docenas de localidades entre el bajo y medio río Purús y el Madeira. Fuera de este interfluvio, fue encontrado en apenas dos localidades a occidente del Purús. Tentativamente, se indica al río Juruá como el límite occidental, pero no se descarta la posibilidad de que se encuentre más al oeste. La especie parece ser mucho menos común entre los ríos Jurúa y Purús, que en el interfluvio Madeira-Purús.
La especie es encontrada en bosques bajos de suelos arenosos (campinarana) cercanos al borde de sabanas naturales (campinas), en bosques de terra firme de suelos arcillosos, y en bosques de igapó estacionalmente inundables a lo largo de pequeños ríos de aguas obscuras (no barrosas). Estos bosques de igapó son estructuralmente similares a la campinarana, poseen una canopia bastante densa, baja (5-10 m), con algunas especies de plantas poco comunes, tales como árboles de los géneros Qualea, Ruizterania (Vochysiaceae) y Aldina (Fabaceae), y el peculiar helecho del género Actinostachys (Schizaeaceae). La especie entra en bosques secundarios adyacentes a los primarios, pero está ausente de bosques de várzea a lo largo de los barrientos ríos Madeira, Purús y Juruá.

## Descripción
Mide alrededor de 11,5 cm de longitud total y pesa 11,2 g. El macho es prácticamente idéntico al vecino Herpsilochmus stotzi.
La descripción corresponde al holotipo, que es una hembra y que efectivamente diferencia visualmente a las especies. Tiene la corona negra con notable estriado o punteado blanquecino que se extiende desde arriba de los ojos hasta la nuca, las pequeñas plumas de la frente son pardo amarillentas. El área pre-ocular y loral son del mismo color de la frente, presenta una lista pos-ocular negra, como la corona, contrastando marcadamente con la lista superciliar y región facial que son blanco cremosas. Los lados del pescuezo y toda la parte superior son gris medio lavado de ocráceo. Presenta una mancha interescapular blanca, oculta. La garganta y pecho son blanco cremosos, lavado de ocráceo en la región malar y a través del pecho; los lados del pecho, flancos y muslos ligeramente grisáceos; el bajo vientre y cobertoras inferiores de la cola ligeramente más pálidos que la garganta. La cola es graduada, las rectrices externas son blancas con base negra, las puntas blancas van decreciendo en los pares sucesivos y las rectrices centrales solo tienen una mínima punta blanca, pero con bordes blanquecinos más notorios. Las cobertoras de las alas son negras, cada pluma marcada con una notable punta blanca. El arreglo de las plumas en las alas causa la impresión de dos barras blancas bien definidas. Las escapulares son negruzcas, con márgenes blancas en las juntas, formando una notable lista blanca próxima al final de las barras de las alas. Las cobertoras primarias son negruzcas, el álula es negro, las remiges negro parduzco. Las cobertoras inferiores son blanquecinas lavadas de amarillo muy pálido. El iris es marrón oscuro, el maxilar negro y la mandíbula gris; las piernas y tarsos son grises.

## Estado de conservación
Ha sido calificado como «preocupación menor» por la Unión Internacional para la Conservación de la Naturaleza (IUCN), como los autores de la descripción habían anticipado, ya que su área es relativamente amplia y en gran parte intacta.

### Amenazas
Los proyectos de desarrollo y deforestación en el interfluvio Madeira-Purús pueden representar una amenaza en el futuro, lo que debe ser contenido por la reciente creación de reservas y parques, a pesar de todavía no efectivamente implementados.

## Comportamiento
Es similar al de las especies más próximas de su género, generalmente es encontrado en pareja, frecuentemente acompañando bandadas mixtas de otros insectívoros de la canopia. Forrajean por insectos moviéndose deliberadamente en el follaje más alto de la copa de los árboles, cualquiera que sea la altura que alcancen, desde 5 hasta 30 m del suelo.

### Alimentación
Su dieta se compone de artrópodos.

### Vocalización
El canto de la especie es similar a otros pero enteramente diagnosticable. Es un ronroneo suave seguido de un trinado, de 1,5 a 2 segundos de duración. Ambos sexos cantan, en general alternadamente. Tiene al menos dos llamados característicos, un «puip» apagado y un corto y agudo «chiu», dado singularmente, en grupo de 2 a 3 notas o en series más largas.

## Sistemática

### Descripción original
La especie H. praedictus fue descrita por los ornitólogos estadounidense - brasileño Mario Cohn-Haft y brasileño Gustavo A. Bravo en 2013 bajo el mismo nombre científico. La localidad tipo es «cerca de 30 km al oeste de Humaitá (7º31’S - 63º18’W); estado de Amazonas, Brasil». El holotipo es una hembra, depositada en el Instituto Nacional de Pesquisas da Amazônia, en Manaus, Brasil.
In 1988, Cohn-Haft encontró un Herpsilochmus blanco y negro en la canopia de selva de terra firme en la cuenca del río Urucu, en el interfluvio de los ríos Juruá-Purús en el estado de Amazonas. Aparentaba ser, tanto en aspecto como en vocalización, similar a H. dorsimaculatus, de la cuenca del río Negro, pero esto representaría un enorme e inesperado aumento de su zona de distribución. Sin especímenes ni registros sonoros, fue entonces imposible identificar la especie observada. En la década siguiente, con la intensificación de las investigaciones ornitológicas en la Amazonia brasileña, Cohn-Haft y sus colegas se vieron intrigados con la aparente ausencia de cualquier miembro del género Herpsilochmus en la mayor parte de la Amazonia meridional, especialmente en la cuenca del río Madeira. Parecía muy improbable que las bandadas mixtas de la canopia de selvas de terra firme no incluyesen ninguno de estos tiluchíes, tan presentes en las bandadas del norte de la Amazonia y del resto de la Sudamérica tropical. Más allá, no se había identificado ninguna especie competidora potencial, en lo que parecía ser un nicho extrañamente desocupado. Los investigadores especulaban regularmente que sería apenas una cuestión de tiempo encontrar algún Herpsilochmus en el área y que muy probablemente sería una nueva especie.
En julio de 1999, durante colectas de aves y trabajo de campo en las cercanías de Humaitá, Amazonas, Cohn-Haft encontró tiluchiés Herpsilochmus en bandadas mixtas de la canopia, en ambas márgenes de río Madeira. Aunque parecían muy similares a otras especies amazónicas de vientre blanco del mismo género, sus vocalizaciones eran diferentes. Gracias a la disponibilidad de análisis vocales detallados de muchas especies del género, fue posible determinar con seguridad que ambas poblaciones encontradas representaban tipos vocales no descritos anteriormente. Registros y colectas subsecuentes en numerosas nuevas localidades y análisis filogenéticos sobre la base de ADN hechos por Bravo, confirmaron que ambas eran especies todavía no descritas para la ciencia. La forma de la orilla derecha, que había sido colectada una década antes por Douglas F. Stotz, fue descrita como Herpsilochmus stotzi. La especie de la orilla izquierda fue aquella misma encontrada por Cohn-Haft en 1988 y descrita como H praedictus.
Tanto el nombre científico como el común, se refieren al hecho de que la existencia de la especie había sido prevista por los investigadores antes de que fuera efectivamente colectada, registrada y descrita.
El descubrimiento de esta especie hizo parte de la mayor descripción de nuevas especies en 140 años, cuando, en 2013, 15 nuevas aves amazónicas fueron descritas por científicos de 3 instituciones brasileñas: Universidad de São Paulo, Museu Paraense Emílio Goeldi e Instituto Nacional de Pesquisas da Amazônia y una estadounidense: Louisiana State University.

### Etimología
El nombre genérico masculino «Herpsilochmus» proviene del griego «herpō»: reptar, arrastrarse y «lokhmē»: matorral, chaparral; significando «que se arrastra por el matorral»; y el nombre de la especie «praedictus», del latín: predicto.

### Taxonomía
La nueva especie fue reconocida por el Comité de Clasificación de Sudamérica (SACC) mediante la aprobación de la Propuesta N° 586 en septiembre de 2013 y ya fue listada por las principales clasificaciones.
Los estudios de filogenia molecular demostraron que la presente especie es hermana de la también recientemente descrita Herpsilochmus stotzi y que el clado formado por ambas está hermanado al llamado «complejo de hormigueritos de corona negra» Herpsilochmus pileatus, con H. atricapillus, H. motacilloides y H. parkeri.